# Saraca asoca
L'albero d'ashoka (Saraca asoca (Roxb.) W.J.de Wilde) è un albero della famiglia delle Fabacee (sottofamiglia Detarioideae)

## Descrizione

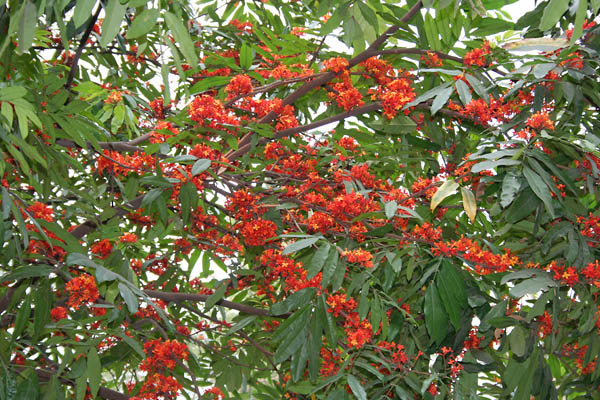
Saraca asoca a Calcutta

È un albero piccolo, eretto e sempreverde, con foglie verde scuro che crescono in densi grappoli. La Saraca fiorisce da febbraio ad aprile con infiorescenze di colore giallo-arancio, che diventano rosse prima di appassire.

## Distribuzione e habitat
Saraca asoca è un albero che cresce nella foresta pluviale: la sua distribuzione originale era nelle aree centrali dell'altopiano del Deccan, nella sezione centrale dei Ghati occidentali e sulla costa orientale del Subcontinente indiano. Gruppi isolati di questi alberi si trovano ancora sulle colline centro-orientali dell'Himalaya, in località disseminate nelle pianure settentrionali dell'India e sulla costa orientale vicino a Mumbai.

## Conservazione
La IUCN Red List classifica S. asoca come specie vulnerabile.

## Mitologia e tradizioni legate alla Saraca

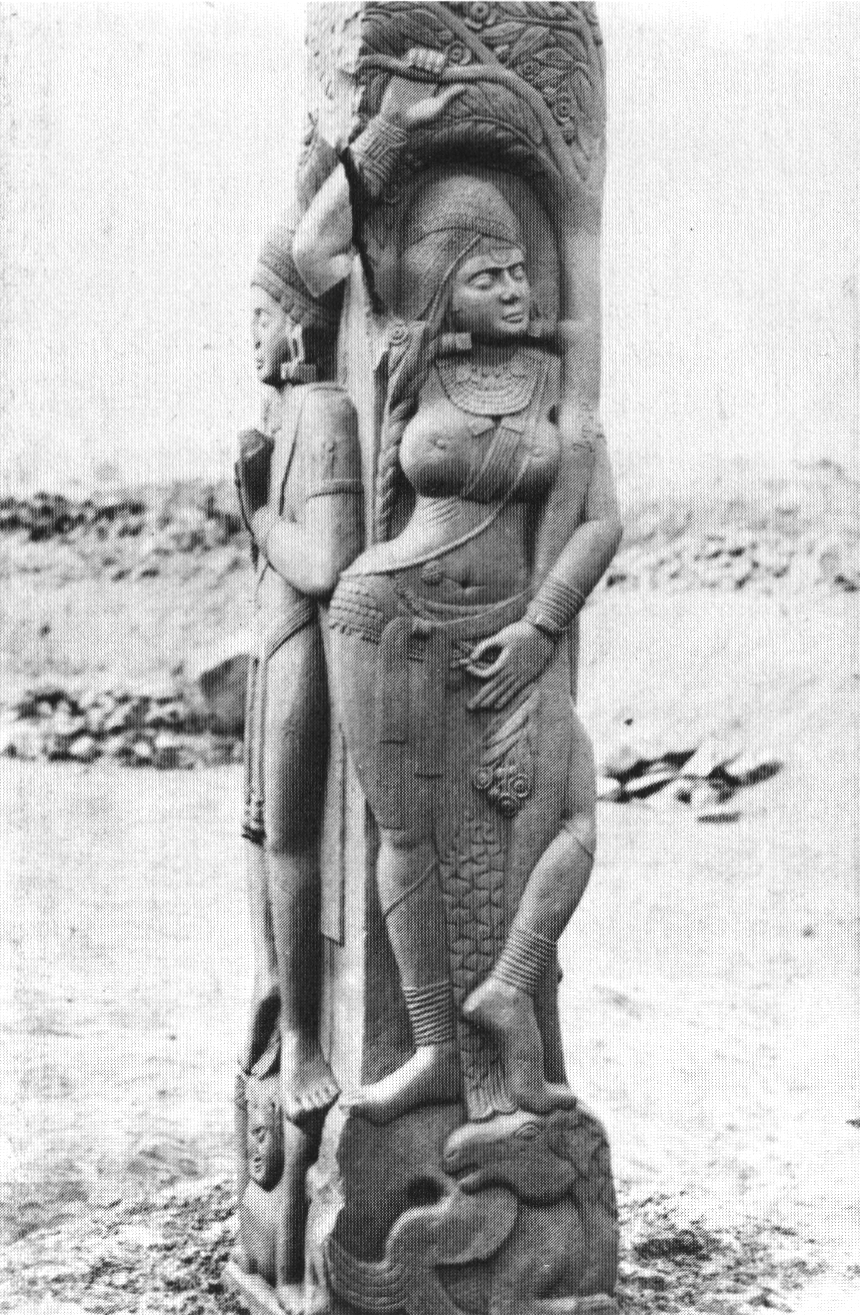
Una Yaksi ai piedi del tronco di Saraca mentre stringe un ramo fiorito

La Saraca è considerata sacra in ogni parte del continente indiano, specialmente in India e Sri Lanka: questo albero ha molti collegamenti col folklore, con la religione e con la letteratura della regione. 
Altamente valutato per la sua apparenza avvenente, per il colore e per l'abbondanza dei suoi fiori, l'albero d'Ashoka si trova spesso nei recinti e nei giardini dei palazzi reali, così come all'interno dei tempi in tutta l'India.
L'albero di Ashoka è associato da vicino alle creature mitologiche Yaksi. 
Uno degli elementi ricorrenti nell'arte indiana, spesso presente nei portoni dei templi buddisti e induisti, è la scultura di una Yaksi che tiene il piede sul suo tronco e le mani nell'atto di stringere un ramo fiorito; come un elemento artistico, è spesso soggetto a forti stilizzazioni. 
Alcuni autori sostengono che la giovane ragazza ai piedi dell'albero sia basata su un antico simbolo di fertilità.
Le Yaksi sotto l'albero di Ashoka furono importanti anche nei primi monumenti buddisti come elemento decorativo e si trovano in molti antichi siti archeologici buddisti. 
Col passare dei secoli le Yaksi sotto gli alberi di Ashoka divennero un simbolo decorativo comune anche alla scultura induista che fu integrato nell'architettura dei tempi indiani come Salabhanjika (tipica scultura presente nei tempi indiani; in questo tipo di ornamento di solito si nota una donna affiancata ad un albero).
La Saraca è guardata con venerazione anche nel Giainismo. Nella tradizione giainista si dice che Mahavira abbia rinunciato al mondo sotto questo tipo di albero, nel Vaishali.
Nell'Induismo la Saraca è considerata un albero sacro. Non contando la moltitudine di leggende locali legate ad essa, l'albero di Ashoka è adorato nel Chaitra, il primo mese del calendario induista. Esso è associato a Kama, il dio indù dell'amore, che incluse il fiore di Ashoka tra i cinque fiori nella sua faretra.
Di conseguenza, la Saraca è spesso menzionata nei poemi indiani classici che trattano di religione o d'amore; infatti, in sanscrito, ci sono almeno 16 nomi diversi per riferirsi a quest'albero o ai suoi fiori.
Nella poesia epica indiana l'albero di Ashoka è menzionato nel Rāmāyaṇa in riferimento all'Ashoka Vatika, un grande giardino di Saraca dove Hanuman incontra per la prima volta Sītā.